# John Lautner

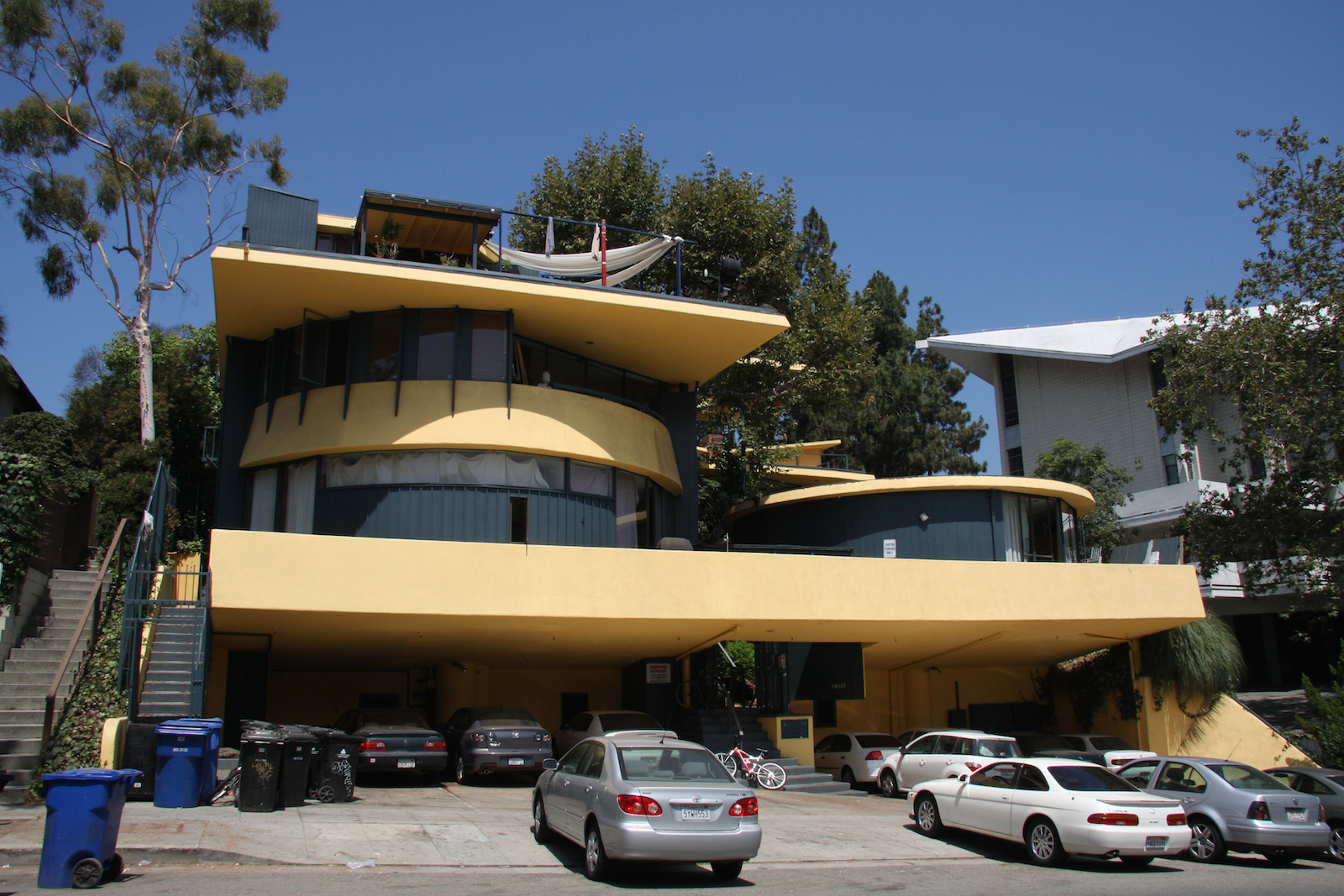
Sheats Apartments ("L'Horizon"),
Los Angeles (1949)

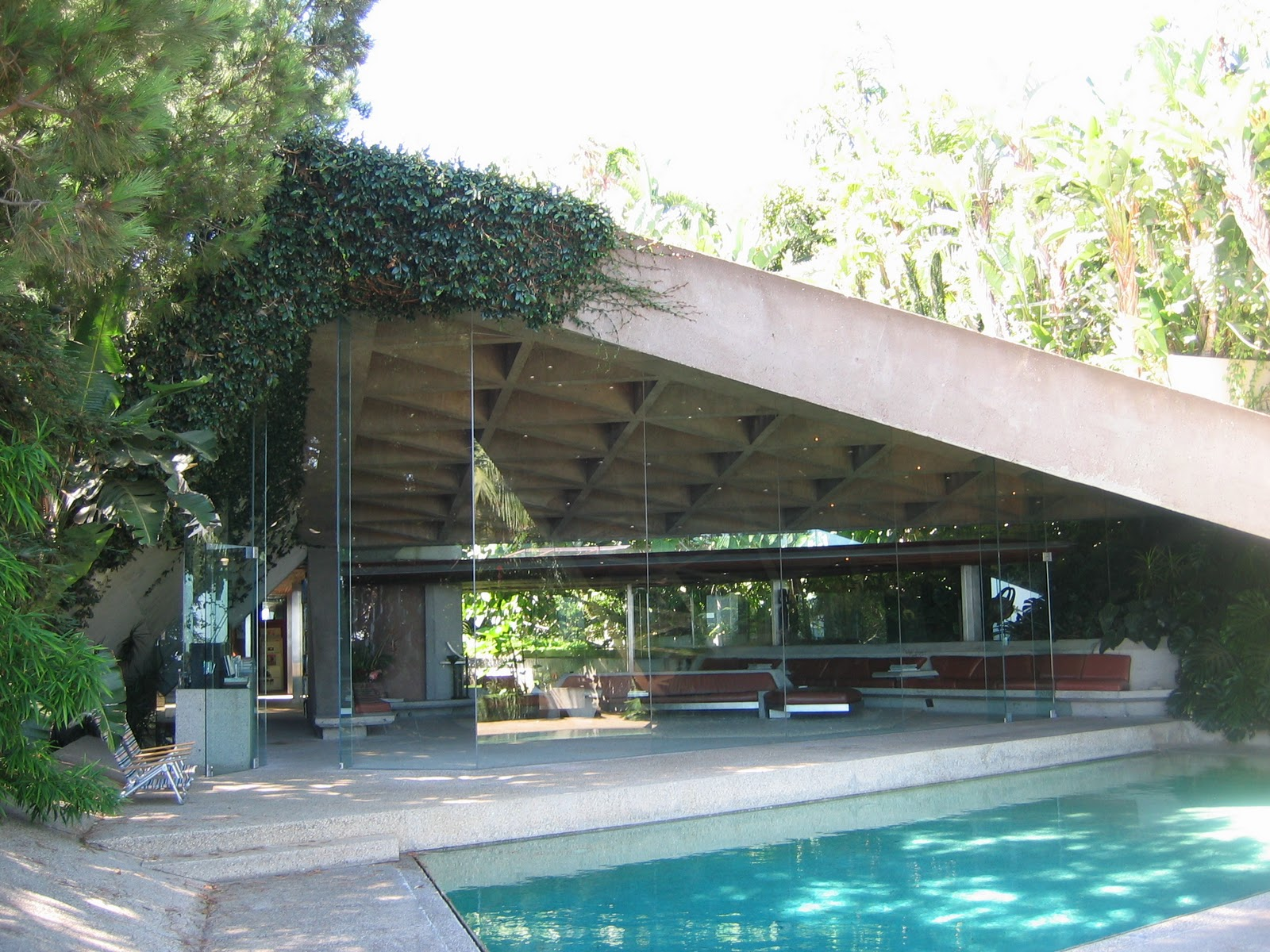
Casa Goldstein

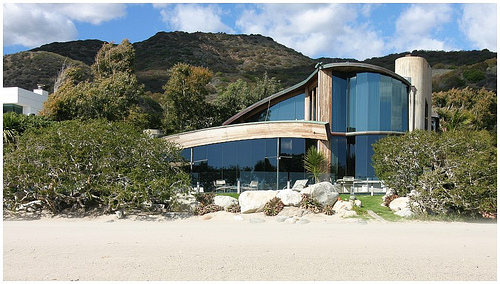
Casa Segel

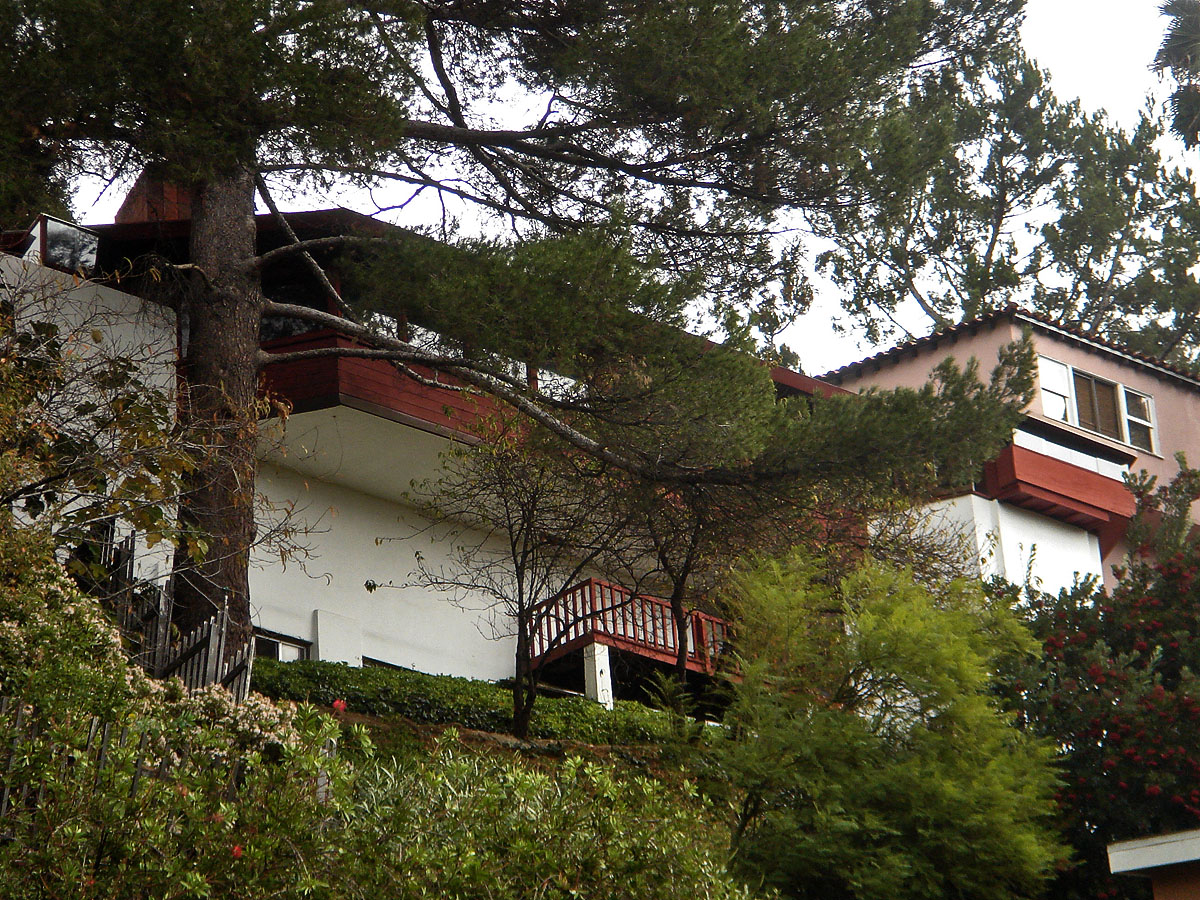
Casa Lautner, em Micheltorena

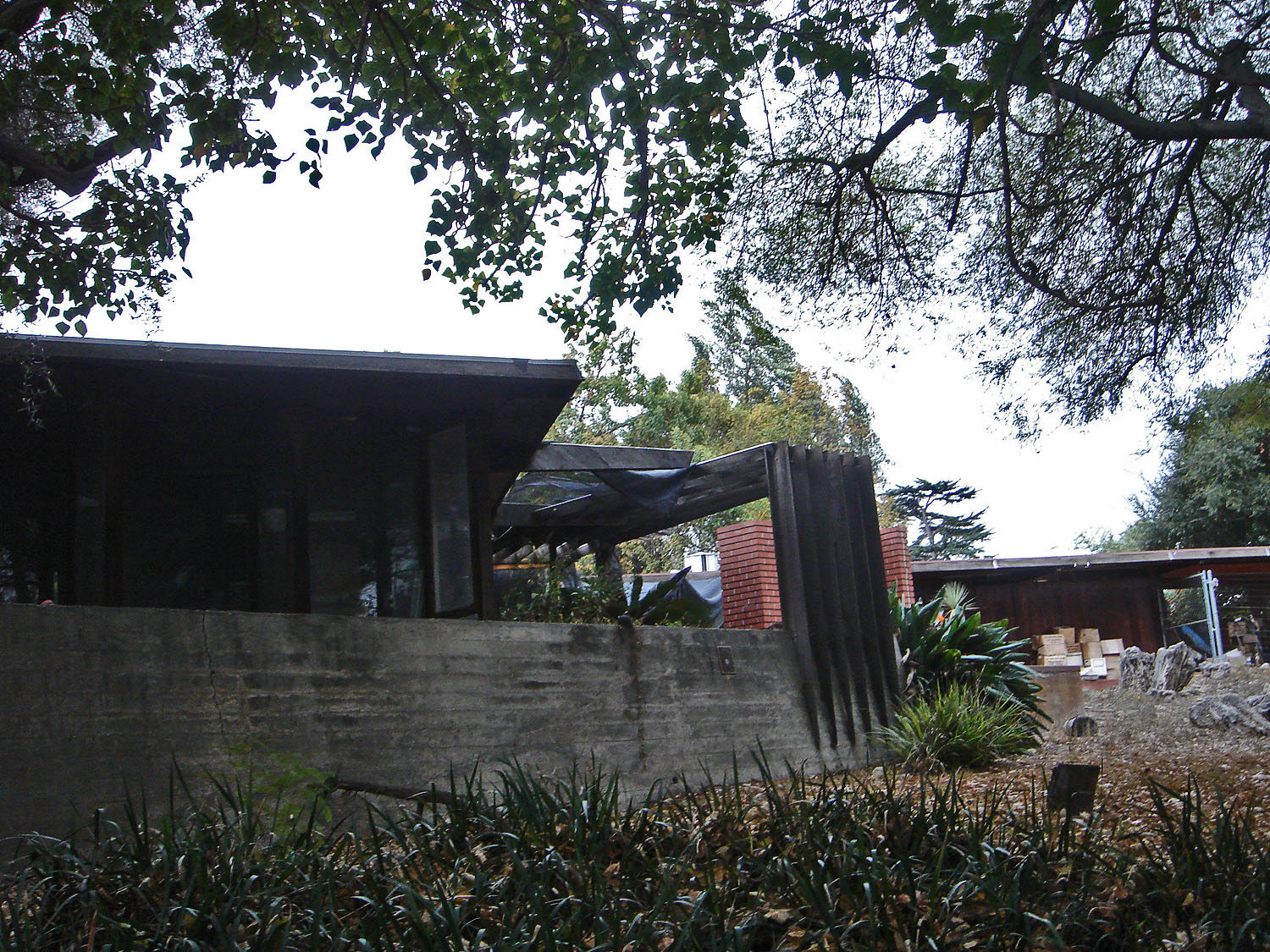
Casa Mauer

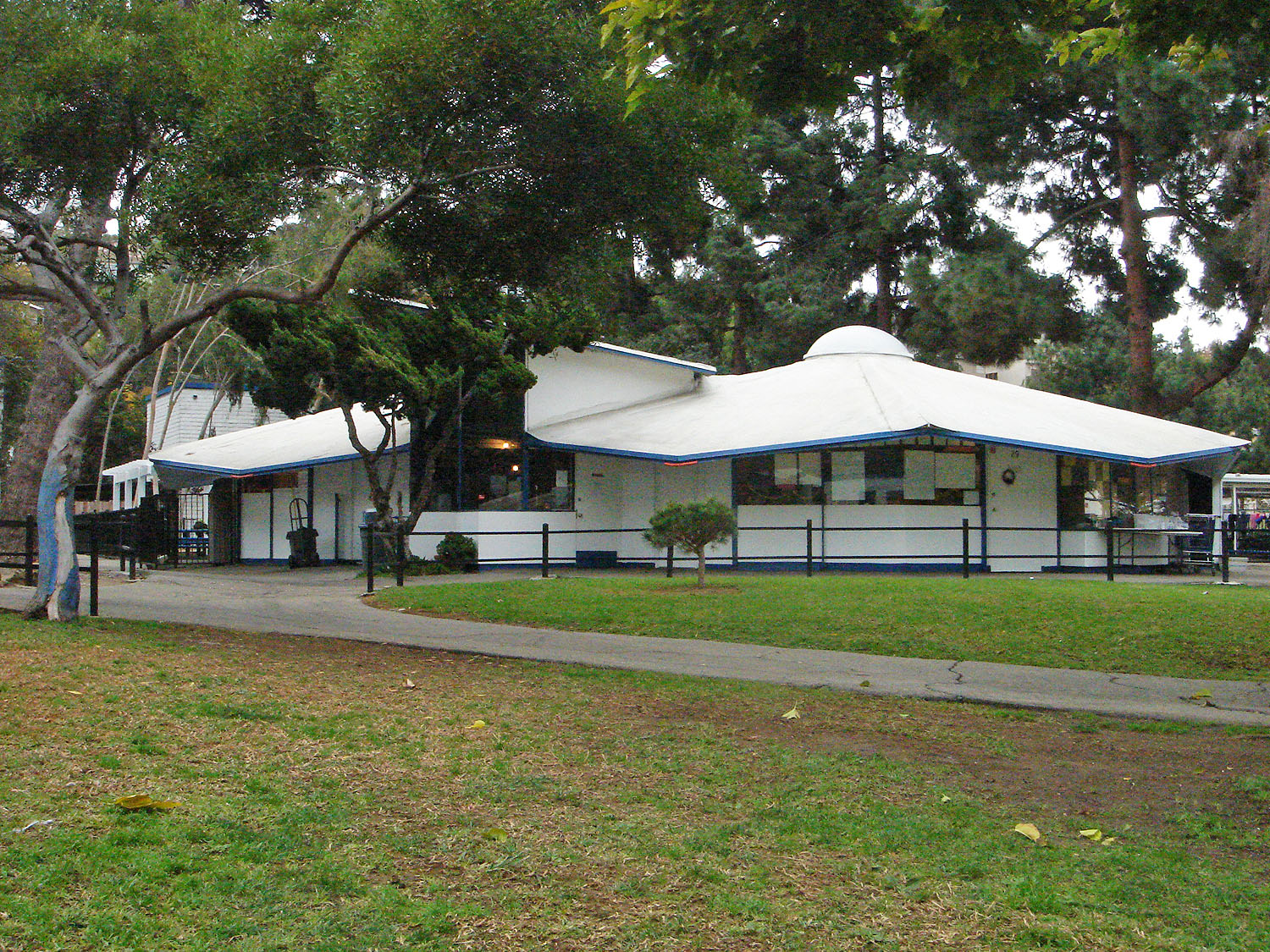
Escola Midtown

John Edward Lautner (16 de julho de 1911 – 24 de outubro de 1994) foi um arquiteto estadunidense cujo trabalho no sul da Califórnia combinava arrojada engenharia com dramática sensibilidade espacial.

## Biografia
Lautner nasceu em Marquette, Michigan em 1911, de origem austríaca e irlandesa. Seu pai, John Edward Lautner, imigrara da Alemanha por volta de 1870, apesar de não ter estudado, já adulto foi admitido na University of Michigan e cursou filosofia em Göttingen, Leipzig, Genebra e Paris. Em 1901 foi nomeado encarregado e professor dos cursos de francês e alemão na recém fundada Marquette Northern State Normal School (hoje Northern Michigan University). Sua mãe, Vida Cathleen Gallagher, era desenhista de interiores e habilidosa pintora.
Os Lautners eram interessados em arte e arquitetura e em maio de 1918 sua casa em Marquette, "Keepsake", projetada por Joy Wheeler Dow, foi apresentada na revista The American Architect. A construção da casa de veraneio da família, "Midgaard", situada sobre uma rocha proeminente em área remota da costa do Lago Superior, exerceu grande influência em Lautner, então muito jovem. Os Lautners projetaram e construíram a casa e sua mãe desenhou e pintou todos os detalhes do interior, baseando-se em seu estudo de casas nórdicas.
Em 1929 Lautner matriculou-se no programa de "Liberal Arts" na faculdade de seu pai — hoje Northern State Teachers College — onde estudou filosofia, ética, física, literatura, desenho, e história da arte e da arquitetura, leu a obra de Immanuel Kant e Henri Bergson, tocava piano e madeiras, e desenvolveu interesse em jazz. Ele aprofundou seus estudos em Boston, Massachusetts e New York City. Em 1933 Lautner formou-se em "Liberal Arts".
Em abril de 1933, depois de ler a autobiografia de Frank Lloyd Wright, Vida Lautner aproximou-se do arquiteto, que havia recém lançado seu programa de aprendizes em Taliesin. Lautner foi rapidamente admitido na irmandade. Ele logo percebeu que não tinha muito interesse em desenho técnico e passou e evitar a sala de esboços de Taliesin, preferindo os deveres diários de "carpintaria, encanamento, agricultura, cozinha e limpeza, um aprendizado que ainda acredito ser o verdadeiro modo de aprender". De 1933 a 1939 trabalhou e estudou nos escritórios de Wright em Wisconsin e no Arizona, junto com outros artistas e arquitetos renomados como E. Fay Jones e Santiago Martinez Delgado.
Lautner progrediu rapidamente sob a orientação de Wright. Em 1934, ano em que se casou, trabalhava nos escritórios de Taliesim detalhando o projeto de Wright da Casa Alice Millardde, em Los Angeles, e teve o primeiro de seus artigos publicado com o título "At Taliesin" no Wisconsin State Journal and Capital Times. No ano seguinte foi contratado para o que se tornou um trabalho de dois anos supervisionando a construção de um projeto residencial de Wright para a sogra de Lautner. Em 1937 supervisionou a construção da casa Johnson "Wingspread" (seu favorito entre todos os projetos de Wright em que trabalhou) perto de Racine, Wisconsin e viajou com Wright para acompanhar a documentação fotográfica da Malcolm Willey House em Minneapolis, Minnesota, a qual tornou-se uma fonte importante de idéias para seus próprios projetos de casas pequenas. Estava também amplamente envolvido na construção da sala de desenhos de Taliesin West, que influenciou seu projeto da Mauer House (1946); coletou fotografias das obras de Wright para a edição especial de 1938 da Architectural Forum e depois retornou brevemente a Taliesin para ajudar a  juntar modelos e materiais para uma exposição do Museum of Modern Art em 1940.
Lautner deixou a irmandade no início de 1938 para estabelecer seu próprio escritório em Los Angeles mas disse a seu mentor que, enquanto em busca de sua própria carreira, "estava pronto para ajudar no que a irmandade necessitasse". Nos 5 anos seguintes, trabalharam juntos em cerca de 11 projetos nas cercanias de Los Angeles e sua associação continuou esporadicamente. Os Lautners chegaram a Los Angeles em março de 1938 e sua primeira filha, Karol, nasceu em maio. O primeiro projeto independente de Lautner foi uma casa econômica de 1 quarto para a família Springer. Em setembro de 1938 Wright entregou a ele a supervisão de uma série de seu projetos em Los Angeles: as casas Sturges, Green, Lowe, Bell e Mauer.
Seu primeiro projeto solo significativo foi sua casa em Los Angeles, a Casa Lautner (1939), que ajudou a estabeler sua reputação—foi assunto do primeiro artigo de Lautner sobre sue trabalho, publicado na edição de junho-julho de revista California Arts & Architcture, e apresentada na Home Beautiful onde foi aclamada por Henry-Russell Hitchcock como "a melhor casa nos Estados Unidos de um arquiteto com menos de 30 anos". Nesta época Lautner trabalhava com Wright nos projetos da Casa Sturges em Brentwood Heights, California e da não-edificada Jester House. Lautner acompanhou a construção da Sturges House para Wright mas, durante este trabalho, incorreu em sérios problemas de projetos, custos e construção os quais culminaram em ameaças de processo legal pelos proprietários, forçando Wright a trazer estudantes de Taliesin para fazer reparos.
Enquanto isso, os projetos Bell e Green haviam empacado devido aos custos crescentes. Os Green cancelaram, mas Wright entregou o contrato Bell a Lautner. Ele estava encarregado de supervisionar as obras da Casa Mauer quando estes demitiram Wright por não entregar o detalhamento do projeto no prazo. A despeito da casa Mauer não ter sido concluída nos 5 anos seguintes, a Casa Bell foi terminada rapidamente e consolidou o sucesso que obtivera antes com a Casa Lautner, granjeando-lhe elogios e amplo reconhecimento — a University of Chicago plantas e esboços para uso como ferramenta de ensino — e foi apresentada em numerosas publicações nos poucos anos seguintes incluindo o Los Angeles Times, três páginas na edição de junho de 1942 da Arts and Architecture, na edição de maio de 1944 da House and Garden (a qual afirmou ser esta "a casa-modelo para o modo de vida californiano"), a apresentação das casa Bell e Mauer na California Designs, na Architectural Forum, e The Californian.
Durante 1941 Lautner supervisionou mais dois dos projetos de Wright que estavam com problemas: a reforma da Ennis House e um desafortunado projeto para uma extravagante residencia em Malibu ("Eaglefeather") para o cineasta Arch Oboler, a qual foi vítima de muitos problemas (incluindo o trágico afocamento do filho de Oboler em uma escavação inundada). Em 1942 projetou um chalé de repouso para a Fazenda Astor (já demolido) e em 1943 juntou-se à Structon Company, onde trabalhou em construções militares durante a guerra. Este ano marcou o fim de sua associação com Frank Lloyd Wright.
Em 1944 Lautner desenhou com Samuel Reisbord e Whitney R. Smith antes de associar-se ao escritório de Douglas Honnold. Colaborou com Honnold em diversos porjetos como os "Coffee Dan's Restaurants" em Vine St., Hollywood, e no centro da Broadway em Los Angeles; e uma refoma no Beverly Hills Athletic Club (já demolida) bem como em dois projetos que fez sozinho, a Mauer House e a Eisele Guest House. Outra marca importante deste ano foi o artigo "Three Western Homes" na edição de março da House & Garden, a qual incluiu as plantas de Casa Bell e quatro fotos da casa por Julius Shulman. Essas fotos marcara o início de uma associação para toda a vida entre o arquiteto e o fotógrafo; por mais de 50 anos Shulman participou de cerca de 75 tarefas em vários dos projetos de Lautner (e outros clientes) e suas fotos da arquitetura de Lautner apareceram em pelo menos 275 artigos.
Lautner deixou o escritório de Honnold em 1947, principalmente porque começara um relacionamento com a esposa dele, Elizabeth Gilman (contudo os homens permaneceram amigos). Lautner divorciou-se de sua esposa e mudou-se para a casa de Honnold residence em 1818 El Cerrito Place, onde montou seu próprio escritório. Iniciou uma sequencia de projetos significativos como a Casa Carling, o Desert Hot Springs Motel, a Casa Gantvoort  e restaurante Henry's em Glendale. Lautner loco alcançou grande projeção na mídia e no fim dos anos 1940 e começo dos 50 seu trabalho aparecia regularmente tanto em publicações populares como profissionais, tais como Architectural Record, Arts & Architecture, House & Garden, Ladies' Home Journal e oLos Angeles Times.
Lautner e Gilman casaram-se em 1948 e sua primeira esposa, MaryBud, voltou a Marquette com os quatro filhos, Karol Lautner (n. 1938), Mary Beecher Lautner (n. Califórnia, 1944), Judith Munroe Lautner (n. Califórnia, 1946) e Michael John Lautner (n. Astor Farm, Indio, California, 1942 - m. Califórnia, 2005). A produção de Lautner nesse ano incluiu o Tower Motors Lincoln-Mercury Showroom em Glendale e os Apartamentos Sheats "L'Horizon", entretanto a maioria de seus projetos foram residências não edificadas.
Houve contratos mais importantes em 1949–1950, como a Casa Dahlstrom, Googie's Coffee House e UPA Studios em Burbank. Durante 1950, fez parte de uma mostra coletiva de 16 arquitetos da Califórnia no Scripps College em Claremont, Califórnia, e, em 1951, seu trabalho foi incluído no influente manual de Harris e Bonenberg A Guide to Contemporary Architecture in Southern California (Watling, 1951). Lautner obteve sua licença de arquiteto apenas em 1952 e, em fevereiro, a House and Home publicou um artigo de Douglas Haskell que definia o que vinha a ser a Arquitetura Googie, o qual apresentava duas fotos de Shulman do restaurante de Los Angeles,  acompanhadas por um artigo sobre as casas Foster e Carling e os apartamentos L'Horizon.
Do final da década de 1940 em diante, Lautner trabalhou principalmente com projetos residenciais. Os primeiros eram modestos mas nos anos mais recentes, conforme crescia sua reputação, os projetos tornaram-se continuamente maiores, culminando na enorme residência Arango, ccom cerca de 2.500 m² em Acapulco, México. Este projeto, ao lado de sua nomeação como Arquiteto das Olimpíadas para os  Jogos Olímpicos de 1984 em Los Angeles, foram os pináculos de sua carreira.
Depois de muitos anos de enfermidade crônica Elizabeth Lautner faleceu em 1978; em 1982 Lautner casou-se com a enfermeira de sua esposa, Francesca. Os últimos anos de Lautner também foram marcados por saúde declinante e perda de mobilidade de modo a não ser capaz de trabalhar. Seu escritório sobreviveu graças ao incansável apoio de sua associada Helena Arahuete e seu cliente James Goldstein. Após a morte de Lautner em 1994, Arahuete assumiu o escritório que permanece em atividade.
A renomada publicação semestral japonesa de arquitetura contemporânea "GA Houses" dedicou mais de metade das páginas de sua edição de nº32, julho de 1991, a John Lautner. Seu trabalho tem sido objeto de reavaliação crítica com a publicação de "The Architecture of John Lautner" (Rizzoli) por Alan Hess e Alan Weintraub, em 1999, e uma exibição em 2008 no Hammer Museum sob curadoria do arquiteto Frank Escher e do historiador de arquitetura Nicholas Olsberg. Em 2009 Lautner foi assunto de um documentário dirigido por Murray Grigor, Infinite Space: The Architecture of John Lautner.

## Arquitetura e influência
John Lautner fez mais de 200 projetos durante sua carreira porém muitos desenhos dos edifícios maiores nunca foram edificados. Em publicações de arquitetura, seu trabalho é dominado por contratos residenciais; apesar de haver desenhado numerosos prédios comerciais como Googie's, Coffee Dan's e Henry's restaurants, o mercado Beachwood Market, o Desert Hot Springs Motel, e o Lincoln Mercury Showroom em Glendale, infelizmente, diversos desses edifícios já foram demolidos. Com poucas exceções (por exemplo a Casa Arango em Acapulco, a Casa Turner em Aspen, Colorado, a Segunda Casa Harpel em Anchorage, Alaska, a Casa Ernest Lautner em Pensacola, Flórida) praticamente todos os edifícios sobreviventes situam-se na Califórnia, a maioria nas redondezas de Los Angeles.
Sua notável aplicação de princípios da Arquitetura orgânica decerto foi profundamente influenciada por seu período de aprendizado com Frank Lloyd Wright. Falando sobre seu tempo em Taliesin, ele recordava:
| “ | ... Mr. Wright estava presente o tempo todo apontando elementos que contribuíam para a beleza do espaço, ou do prédio, ou a funcionalidade da cozinha, ou sala de jantar, ou que quer que seja. e também os detalhes da construção: como um certo modo de acrescentar detalhes, aos quais chamava gramática, contribuíam para a ideia geral, no todo, na expressão total. E então ele continuava a acentuar a ideia de que não havia real arquitetura a menos que você tivesse uma ideia completa;... De modo que eu realmente aprendi que tem que ter uma ideia geral ou nada tem, sabe: é o conjunto. O que a maioria das pessoas faz é uma miscelânea de clichês ou fachadas o o que quer que seja... | ” |

Ao longo de sua vida, Lautner foi um apaixonado admirador de seu mentor (a quem sempre referia-se como "Mr. Wright") e permaneceu um fiel praticante da Arquitetura orgânica. As entrevistas que deu sobre sua vida revelam que tinha baixa estima pelo Estilo Internacional e seus líderes:
| “ | Nenhum deles é como Frank Lloyd Wright... Aliás, ouvi em pessoa Gropius, Corbusier, Mies van der Rohe, e todos os grandes. Não são nada são comparados a Frank Lloyd Wright. Absolutamente nada. De modo que quando as pessoas querem discutir comigo, é uma loucura, e isso é tudo. [risos] | ” |

Contudo, mesmo durante o tempo em que trabalhava com Wright, Lautner procurou estabelecer sua individualidade própria e estilo particular:
| “ | ... Eu não copiei intencionalmente qualquer dos desenhos de Mr. Wright's e nem mesmo tirei qualquer foto porque sempre fui um purista. Era idealista. Ia trabalhar em minha própria filosofia, e isso era o que ele queria que seus aprendizes fizessem, também: onde quer que fossem, contribuíam para a infinita variedade da natureza sendo individuais, criando para indivíduos algo crescente e em mudança. Bem, praticamente nenhum deles foi capaz de fazê-lo. Quer dizer, eu sou um dos dois ou três que podem ter conseguido, sabe; ... | ” |

A despeito de alguns de seus primeiros trabalhos não surpreendentemente apresentaram alguma influência de seu mentor, Lautner gradualmente desenvolveu seu estilo próprio e conscientemente evitou tudo que pudesse ser classificado como influenciado por Wright. Uma exceção entre seus contratos posteriores foi a Wolff House em West Hollywood (1963) a qual é frequentemente citada por seus críticos, para seu grande desapontamento, como um edifício "Wrightiano", mas ele explicou em 1986:
| “ | Sim, isso é o que eles têm para agarrar-se. E é uma amolação também porquê a razão de esta casa ser assim wrightiana, é devida a uma solicitação do cliente. Wolff queria uma casa do tipo das de Frank Lloyd Wright, assim tive que respeitar seu pedido como cliente. E essa foi a primeira e única vez que fiz algo similar. E imediatamente todos notaram, e julgam meu melhor trabalho, quando foi o mais fácil. eu poderia fazer um desses a qualquer hora do dia ou da noite. Poderia fazer uma casa do jeito de Frank Lloyd Wright mas fazer as minhas próprias é muito mais original. | ” |

A visão que Lautner's tinha da arquitetura incorporava muitas das filosofias e preocupações de Wright, sobretudo a ideia do prédio como "conceito total". Como Wright, seu trabalho também apresenta grande preocupação como as formas geométricas essenciais — o círculo e o triângulo são motivos dominantes tanto na maioria dos projetos como em seu detalhamento — e suas casa são similarmente enraizadas na ideia de integrar a casa com seu entorno e criar fluidez entre os espaços interior e exterior, todavia as obras de Lautner, arguivelmente, levam o último conceito ainda mais longe.
Outro ponto de similaridade é que, como Wright, muitas de suas casas situam-se em locais elevados ou lugares "difíceis" — penhascos, costas e despenhadeiros — e foram expressamente desenhadas para aproveitar ao máximo a vista que esses locais oferecem; ele também seguia a "regra" de Wright de construir em uma encosta em vez de no topo da colina.
A obra de Lautner é significativa especialmente pela expansão radical tanto da técnica como pelo vocabulário espacial da arquitetura residencial. Conseguia isso por meio do uso da mais moderna tecnologia e materiais construtivos, por exemplo, foi pioneiro no emprego de vigas de madeira laminada, vigas e coberturas de aço, e especialmente por sua continuada exploração das possibilidades de utilização do concreto armado e concreto protendido — bem como por meio do uso não linear, de planos abertos e desenhos multi-nivelados, nas formas de concreto moldado; pela iluminação zenital, poços de luz e expansão panorâmica de planos de vidro. Outra característica preponderante na arquitetura de Lautner é a heterogeneidade das soluções, não apenas em seus conceitos gerais —cada obra sua é uma solução de projeto única — mas também no uso dos materiais, como nota Jean-Louis Cohen em seu ensaio "John Lautner's Luxuriant Tectonics":
| “ | Absolutamente não existem dogmas na atitude de Lautner em relação aos materiais; como resultado ele nunca subordinou os conceitos do desenho de seus prédios a qualquer regra rígida que determinasse a primazia de um material no projeto. Mesmo quando ele necessitava de continuidade e integração rigorosas, como a madeira na Casa Walstrom House ou concreto em Marbrisa... Nunca permitiu que isto minasse os senso de estrutura a sempre levou em consideração a necessidade de certa lógica estrutural... Ficava feliz em combinar madeira e concreto... como no Desert Hot Springs Motel... ou cabos de aço concreto e plástico como na Casa Tolstoy, ou apoiar uma cobertura de madeira em suportes de aço como na Casa Garcia, ou, evidentemente na Chemosphere, onde havia três materiais radicalmente diferentes trabalhando juntos — uma estrutura de madeira laminada emoldurando a área residencial, apoiada em suportes de metal, parafusados em uma coluna de concreto que ancora o edifício à encostada. | ” |

É irônico que, apesar de tantas obras famosas de Lautner, como as casas Carling e Harpel, a Chemosphere e a Sheats Goldstein Residence tornaram-se inseparavelmente ligadas a Los Angeles no imaginário popular, Lautner repetidamente expressou seu desapreço pela Califórnia. Nas entrevistas que deu sobre sua vida, ele era altamente crítico sobre o padrão arquitetônico em Los Angeles e idealizava o ambiente rural do Michigan de sua juventude, como recordou em 1986:
| “ | Minha infância... eu tinha cem milhas de praias, praias privadas, você sabe: ninguém, nada. Quer dizer, simplesmente vá nadar onde quiser, sem qualquer problema. A costa aqui para mim é feia, sabe, é uma loucura. Malibu não tem valor para mim, é só loucura.". Oh era deprimente. Quer dizer, a primeira vez que dirigi pelo Santa Monica Boulevard, era tão feio que fiquei doente durante todo o primeiro ano em que estive aqui. Porque depois de ter morado no Arizona e Michigan e Wisconsin, principalmente no campo, e normalmente com boa arquitetura ... essa foi a coisa mais feia que eu já tinha visto ... Se você tentar imaginar como fazer uma carreira de prédios feios, não poderá fazer melhor do que foi feito (lá). Quero dizer, eles são muito feios, naturalmente feios, em todos os detalhes. Não existe uma única coisa de boa aparência, legítima, em qualquer parte. | ” |

## Obras principais
Casa Foster Carling
Um dos trabalhos iniciais mais significativos de Lautner, esta casa incorpora muitas de suas preocupações importantes e características que ele continuaria a explorar e desenvolver ao longo de sua carreira. Foi importante também por tê-lo unido ao construtor John de la Vaux. Fortuitamente, entraram em contato por meio de suas esposas, que se conheciam socialmente — na época, Lautner enfrentava dificuldades em encontrar empreiteiros para trabalhar em suas obras e de la Vaux, construtor de barcos, ansiava por ingressar na construção residencial. Conforme aconselhou a esposa, de la Vaux abordou Lautner e ofereceu-se para construir a Casa Carling, e fecharam o acordo com um aperto de mãos. Como de La Vaux relata no documentário de 2009 sobre Lautner, o projeto foi brevemente suspenso por uma rara tempestade que despejou mais de 17 centímetros de neve na área de Hollywood. O projeto de Lautner incorporava muitas inovações: Assentou vigotas externas de aço para suportar a cobertura da sala hexagonal principal, criando um espaço completamente aberto, sem qualquer coluna (vão livre). este projeto, e sua locação em uma encosta, combinam-se permitindo uma vista de 360º de Los Angeles. Outra característica impactante é a parede móvel de encostos — grande parte da parede da sala, com sofá embutido, é pendurada por um dos lados e apoiada em uma roldana de outro, permitindo que toda a estrutura gire para o exterior, abrindo o aposento para o terraço adjacente. Esta é uma ideia que ele reutilizou na Casa Turner em Aspen. Há também uma piscina que avança na sala sob uma chapa de vidro, uma solução que utilizou com impacto ainda maior na Casa Elrod. A Casa Carling tornou-se um dos projetos mais celebrados de Lautner e marca o início de sua frutífera colaboração com de la Vaux, que durou por sete de seus maiores projetos, incluindo-se a famosa "Chemosphere".
Googie
Apesar de ser mais celebrado por suas obras residenciais, Lautner também foi importante colaborador no estilo comercial conhecido como arquitetura Googie. Alan Hess, autor de Googie Redux: Ultramodern Roadside Architecture aponta as contribuições de Lautner no desenvolvimento de uma nova arquitetura orientada para os automóveis que iniciava-se no sul da Califórnia por arquitetos como Lloyd Wright e Wayne McAllister a partir dos anos 1920; o Coffee Dans, Henry's, e Googies, de Lautner definiram um partido arquitetônico para o tamanho, sinalização e interiores dos espaços comerciais. o termo "arquitetura Googie" foi cunhado por Douglas Haskell, famoso editor da revista "House and Home", depois que, dirigindo em Hollywood com o fotógrafo Julius Shulman, deparou-se com o Googie's Coffee Shop, assinado por Lautner. Haskell empregou o termo na edição de fevereiro de 1952 da House and Home, em um artigo sobre este nove estilo e o termo "pegou", a despeito de logo se ter tornado depreciativo nos círculos de arquitetura "séria".
Lautner foi pioneiro na definição da solução arquitetônica da escala, função e espaço públicos da arquitetura suburbana orientada para grande afluxo de veículos em sua reforma, em 1947, do Henry's em Glendale. Inspirada estilo de construção surgiu a arquitetura Googie.
O Googie's Coffee Shop, projetado por Lautner em 1949, ficava na esquina das Sunset Strip e Crescent Heights, ao lado da famosa Schwab's Pharmacy; infelizmente foi demolido em 1989. Distinguia-se pelas extensas paredes de vidro, cativantes formas angulares, linhas proeminentes da cobertura, e exuberante sinalização para o tráfego de automóveis: uma propaganda por si própria.
Outra obra chave de Lautner neste estilo foi o Henry's Restaurant (1957) em Pomona; sua cobertura abobadada, assemelhando-se ao casco invertido de um barco, arqueado sobre as mesas, com grandes vigas aparentes de madeira laminada que chegavam ao exterior do prédio, onde suportavam uma pérgola que sombreava a área do drive-in. Outros arquiteros logo espalharam o estilo destes coffee shop e drive-in em outros estabelecimentos tais como Tiny Naylor's (projetado por Douglas Honnold, funcionário de Lautner), Ship's (de Martin Stern Jr.), e Norm's and Clock's (de Armet and Davis.)
O estilo Googie tornou-se parte do Zeitgeist estadunidense do pós-guerra, mas foi ridicularizado pela comunidade dos arquitetos dos anos 1950 como superficial e vulgar. O termo "Googie foi utilizado como sinônimo de desenho indisciplinado e trabalho desmazelado" reporta o historiador Esther McCody. Até que em 1972, o livro "Learning from Las Vegas" de Robert Venturi fez com que a corrente dominante de arquitetura começasse a validar lógica de Lautner. O estilo foi denigrido pelos críticos da costa leste a a reputação de Lautner pagou o preço; como resultado ele ficou cauteloso em falar à imprensa e é notável que suas entrevistas biográficas de 1986 na UCLA não incluam qualquer referência a estes primeiros projetos.
Casa Harpel (34.12761058° N 118.36818199° O)
Esta elegante casa de encosta foi projetada e situada para tirar vantagem da vista panorâmica de Los Angeles. Desafortunadamente, foi muito alterada pelos proprietários posteriores, incluindo a desarmoniosa adição de um segundo andar e a plantação de grande sebe ao lado da piscina que obscureceu completamente a vista que deveria emoldurar. Depois foi fielmente restaurada por seu novo dono, Marc Haddawy, a um custo superior a US$500.000.
Chemosphere (34.127623° N 118.368789° O)

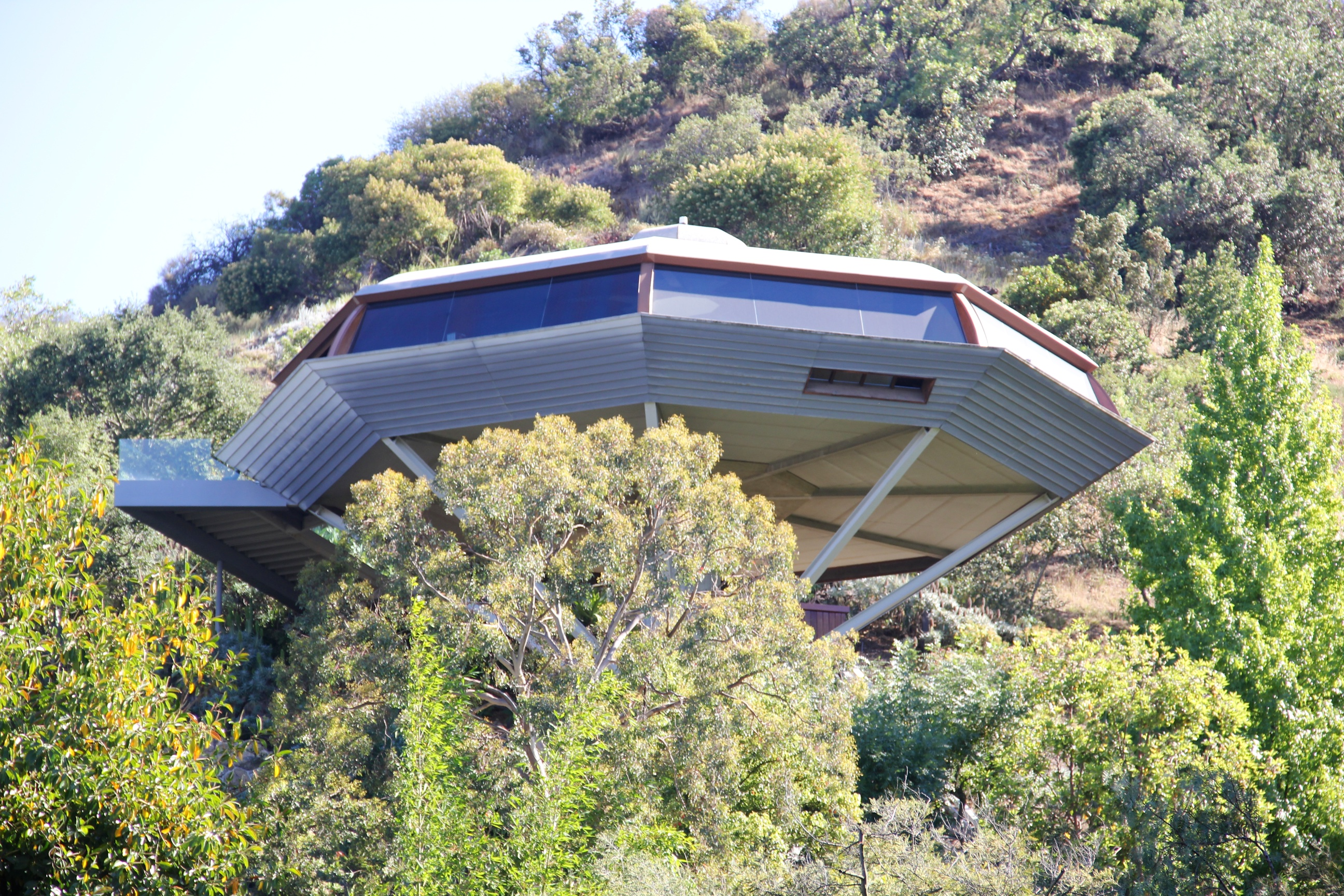
Malin Residence ("The Chemosphere"),
Los Angeles (1960)

A reputação de Lautner foi consideravelmente restaurada pelo desenho revolucionário para a Casa Leonard J. Malin, também conhecida como "Chemosphere" (1960). Este tornou-se um de seus projetos mais conhecidos e influentes. Situada na Torreyson Drive,776 , West Hollywood, a casa foi projetada para o jovem engenheiro aeroespacial Leonard Malin e construída por John de la Vaux. Esse terreno de encosta inclinado foi um presente que Malin ganhou do sogro porém era considerado impossível de construir até que criou o projeto:
| “ | "A maneira usual de fazer teria sido terraplanar parte do lote e construir paredes de arrimo de dez metros de altura para tentar escorar a montanha, o que é simplesmente uma loucura." | ” |

Lautner resolveu o problema dos 45º de inclinação do terreno de maneira engenhosa ao assentar a casa inteiramente fora do solo sobre um pilar de concreto de 15 metros de altura apoiado em uma sapata de cerca de seis metros de diâmetro e quase um metro de altura, enterrada na encosta rochosa do morro. À meia altura do pilar, oito vigas de aço radiais inclinadas — parafusadas em encaixes em relevo na superfície do pilar — suportam o perímetro da casa. O centro do pilar dá passagem à tubulação e eletrodutos. Lautner resolveu o acesso a partir da rua até o alto da encosta instalando um funicular que termina  em curto passadiço que conduz à entrada. A casa tem planta octogonal e corte losangular, e é frequentemente descrita como "disco voador". Já que efetivamente não tem paredes externas de alvenaria — toda a fachada é composta por oito janelas panorâmicas — a Chemosphere desfruta de excelente vista de Hollywood. A monumental cobertura, composta por vigas e travas de madeira laminada, que lembra as costelas e quilhas do casco de um navio, foi construída por de la Vaux utilizando-se do mesmo tipo de encaixes que usava ao construir seus barcos.
A construção de projeto tão pouco comum fez com que a o orçamento inicial de U$30.000 logo se tornasse U$100.000, mas felizmente Malin e Lautner foram capazes de cobrir a diferença obtendo patrocínios corporativos, incluindo os da Southern California Gas Company e Chemseal Corporation of America, que forneceram selantes, plásticos e outros materiais, em troco da autorização para usar a casa em anúncios e o direito de chamar a casa de "Chemosphere" com objetivo comercial. Depos de ter passado por  diversos donos, o prédio foi alugado e ocasionalmente utilizado para festas e reuniões de modo que nos anos 1990 seu interior encontrava-se consideravelmente degradado. Felizmente o editor alemão Benedikt Taschen comprou a casa em 2000 e resuarou-a com os arquitetos Frank Escher e Ravi Gunewardena, trabalho que granjeou-lhes um prêmio do Los Angeles Conservancy. Hoje, a Chemosphere é um Monumento histórico-cultural de Los Angeles. Em 2008 um grupo de especialistas contratados pelo Los Angeles Times classificou a Chemosphere como uma das "Top 10 houses of all time in L.A.". Trata-se de uma das mais diferentes e destacadas casas da região; o desenho ímpar originou seu aparecimento e comentários em muitas produções da mídia.
Casa Reiner ("Silvertop") (34.098988° N 118.269163° O)
Conforme desenvolvia-se sua carreira, Lautner explorou crescentemente o uso de concreto. Projetou inúmeras casas para seus clientes mais afluentes que apresentavam elementos estruturais em concreto armado. A casa Reiner-Burchill, "Silvertop" (1956), a primeira em que explorou em profundidade as possibilidades esculturais do concreto monolítico, apresenta grande cobertura de concreto arqueado sobre a casa principal e atraente rampa curva de concreto que serpenteia morro acima ao redor da construção. O projeto passou por longa e dificultosa gestação — enquanto era construída, o dono original, Kenneth Reiner (de quem Lautner era colaborador próximo) foi à falência por seus acordos fraudulentos com os sócios e foi forçado a vender a casa. Lautner também enfrentou oposição por parte do departamento de obras de Los Angeles, cujos funcionários estavam alarmados pelo desenho radical empregue na rampa de concreto protendido, assentada a partir da base da casa sem qualquer coluna suportando-a por baixo, e que tinha só quatro polegadas de espessura. Naturalmente, os inspetores ordenaram uma prova de carga estática para garantir que poderia suportar o peso de um carro — um acontecimento que espelhava contratempos anteriores de Lautner e Wright com autoridades céticas que exigiram testes semelhantes nas famosas colunas em forma de Lotus de Wright para o Johnson Wax Building. Neste caso, os cálculos de Lautner provaram-se irrepreensíveis e, de fato, os instrumentos registraram mais flexão no concreto em razão da mudança de temperatura após o por-do-sol do que pelo peso dos sacos de areia espalhados ao longo da rampa utilizados no teste.
Casa Elrod (33.79367° N 116.510852° O)
Um dos mais conhecidos trabalhos de Lautner, A Elrod House (1968) tornou-se famosa após sua utilização como locação em um dos filmes de James Bond 007 - Os Diamantes São Eternos.   Situada em uma das encostas dominantes do deserto ao redor de Palm Springs, California, sua característica mais notada é sua grande cúpula de concreto radial que parece flutuar sobre a sala principal; esta área também incorpora grande afloramento rochoso de um dos lados da sala, criando a impressão de que o edifício faz parte do rochedo. As vigas radiais de concreto da cúpula são em parte preenchidas por planos de vidro e o espaço entre o piso e a cúpula em vez de paredes, é ocupado por portas deslizantes de vidro e alumínio curvos que permitem que a sala seja integrada com o exterior em mais da metade de seu perímetro, abrindo para uma piscina semi-circular e largo terraço. A colina oferece extensa vista do deserto ao redor.
Desert Hot Springs Motel (hoje Hotel Lautner) (33.938671° N 116.480667° O)

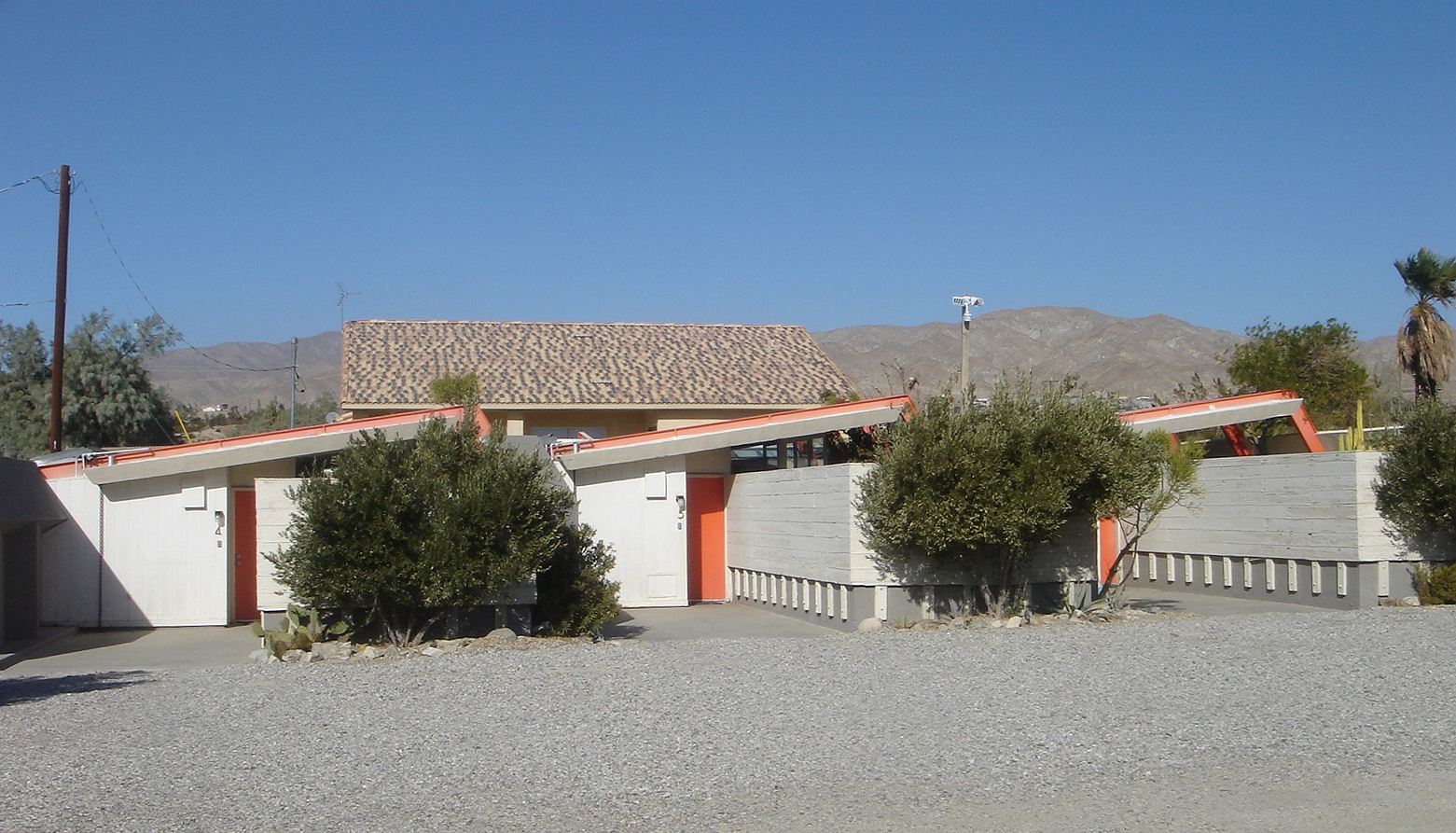
Desert Hot Springs Motel

Originalmente planejado em 1947 para ser uma comunidade de mais de 100 prédios, lojas e piscinas em 2.400.000 metros² no Deserto Hot Springs em Coachella Valley, perto de Palm Springs, Califórnia. O cliente de Lautner era o famoso diretor cinematográfico Lucien Hubbard, ganhador do primeiro  Óscar de "melhor filme" pelo filme mudo "Wings". Depois de construir os primeiros quatro protótipos o projeto foi suspenso e subsequencialmente utilizado pelos atores de Hubbard para "escapar" de Los Angeles; gradualmente caiu em desuso se ficou vago durante quase 40 anos. Após a morte de Hubbard em 1972 a área foi loteada e vendida; os alojamentos da piscina incendiaram-se e foram comprados pelo clube de golf vizinho para construírem sua sede. As unidades-protótipo foram compradas por alguém de San Diego  e continuaram vagas por mais nove anos até que um decorador as reformasse acrescentando cozinhas e banheiros, contudo a certa altura esses acréscimos foram removidos. Depois de cerca de 20 anos, em que ocasionalmente foi alugado, foi novamente vendido, para  Steve Lowe, que brevemente administrou-o como Lautner Motel. Após sua morte em 2005, foi posta no mercado e comprada em 2007 pelos projetistas Ryan Trowbridge e Tracy Beckmann por menso de U$400.000. O casal passou os três anos e meio seguintes restaurando a propriedade. Seus esforços ganharam a aprovação da Lautner Foundation, que sancionou a escolha de Hotel Lautner como novo nome da construção. O hotel reinaugurou em setembro de 2011.
Casa Hope (33.787592° N 116.511754° O)
A residência de Dolores e Bob Hope (1973), com cerca de 1.750m², situada perto da Casa Elrod em Palm Springs, apresenta grande cobertura ondulada monolítica de concreto, aproximadamente de forma triangular, perfurada por grande poço de luz central circular. A casa original foi destruída pelo fogo durante a construção. Bob e Dolores Hope interferiram bastante no segundo projeto resultando em um desenho do qual Lautner gostava de distanciar-se. Apesar de pouco conhecida e raramente disponível para o visitação (situa-se em um condomínio) é uma dos maiores e mais impactantes projetos residenciais de Lautner.
Casa Arango ("Marbrisa") (16.822456° N 99.857224° O)
Possivelmente o pináculo da carreira de Lautner, esta enorme casa (2.500 m²) em Acapulco, também conhecida como "Marbrisa", foi construída para o magnata mexicano do ramo de supermercados Jeronimo Arango em 1973. Um projeto em conjunto com Helena Arahuete durante seu primeiro ano no escritório de Lautner. Empoleirada em uma encosta, com vista ininterrupta ao redor de toda a Baía de Acapulco, a área da sala principal é estendida em grande terraço aberto com vistas espetaculares da praia e baia, circundado por um serpenteante fosso "voador"; o terraço é coberto por monumental elemento curvo de concreto armado, de forma semi circular e angulosa que vagamente lembra um aerofólio.

## Obras destruídas
Diversos dos prédios significativos de Lautner foram destruídos ou irrevogavelmente alterados desde sua construção, o mais recente em 2010:
- O Googie's Coffee Shop foi demolido em 1989 substituído por um  mini-mall[45]
- Todos os Coffee Dan's e restaurantes Henry's foram demolidos; o último Henry's nos anos 1980
- A Casa Bick em Brentwood foi demolida em 1990[46]
- A Casa Concannon em  Beverly Hills passou por diversas mãos antes de ser comprada por James Goldstein (dono da vizinha Casa Sheats-Goldstein), que a demoliu em 2002 para construir escritórios, boite, quadras de tênis, solário, piscina coberta, e mais, que haviam sido desenhados por Lautner, mas nunca construídos. Esta obra iniciou-se em 2006 e ainda continuava em 2011.
- A Casa Nouard Gootgeld, 1167 Summit Drive, em Beverly Hills (1952) foi construída em conjunto por Lautner e Gootgeld. A propriedade foi adquirida por Priscilla Presley em 1974, sua estrutura foi convertida em grande vila no estilo italiano, todo o resto tendo sido demolido.[46]
- A Casa David Shusett em Beverly Hills foi amplamente alterada, contudo reteve a estrutura básica. Os donos atuais (2011), Enrique e Katalin Mannheim, compraram-na em 1987 e em 2010 entraram com processo de demolição para construir uma nova casa. Infelizmente, a despeito dos apelos da Lautner Foundation, que tentou encontrar um modo de comprar ou transferi-la de local. As negociações como os Mannheim fracassaram e a casa foi destruída em setembro de 2010.[47]

## Impacto cultural e legado
Diversas das casas de Lautner hoje são monumentos históricos-culturais de Los Angeles. Seu espaço dramático e fotogênico tem sido usado frequentemente como locação de filmes, programas de TV, propagandas e fotos, além de influenciarem na produção de filmes e projetos de sets de filmagens:
- A Casa Elrod foi locação para a cena em que James Bond luta com as assassinas "Bambi" e "Thumper" no filme 007 - os Diamantes são Eternos, de 1971;
- A Chemosphere foi usada diversas vezes, incluindo The Outer Limits (1964) e Dublê de Corpo de Brian De Palma (1984). O projeto também é referência em Grand Theft Auto: San Andreas e As Panterase foi parodiado como casa de Troy McClure em um episódio de The Simpsons. Influenciou a concepção das casas em estilo espacial de The Jetsons,[carece de fontes?] que estrearam dois anos depois da casa ser construída, e lembra muito o desenho da "Jupiter II", a espaçonave de Perdidos no espaço, e uma cópia exata de seu interior foi o set deCurrent TV;
- A Casa Sheats Goldstein em Beverly Hills aparece em The Big Lebowski, Bandits e As Panteras: Full Throttlee é frequentemente utilizada para fotos de moda;
- A Casa Garcia, também conhecida como "Rainbow" em West Hollywood aparece em Arma Mortal 2; Pertenceu a Vincent Gallodurante muito tempo;
- O "café" criado para o filme Pulp Fiction foi explicitamente baseado em conhecidos exemplos de estilo Googie, inclusive o Googie diner de Lautner (que ainda existia na ocasião) e no Henry's Restaurant em Glendale.[48]
- Para os filmes Homem de Ferro, Michael Riva e Phil Saunders basearam o desenho da mansão de Tony Stark na arquitetura de Lautner.[49] O exterior do prédio (gerado digitalmente) são fortes reminiscências de Silvertop e Marbrisa, uma mistura de muitos dos elementos-assinatura de Lautner, tais como a locação dramática em uma encosta, grandes áreas envidraçadas, linhas orgânicas e sinuosas e planta em desníveis à maneira da Califórnia.

Lautner também projetou uma casa em Carbon Beach,  Malibu, por algum tempo propriedade de David Arquette eCourteney Cox, a qual venderem por US$33,5 milhões.
Vincent Gallo tinha três casa de Lautner.
Um dos poucos prédios de Lautner regularmente abertos à visitação pública é o Desert Hot Springs Motel, restaurado em 2001. A Casa Bob Hope esteve aberta para algumas visitas patrocinadas por um museu durante 2008-2009.
Em 2008 a vida e obra de Lautner foi assunto de grande retrospectiva no Hammer Museum em Los Angeles. Avaliando a mostra, o autor e crítico Hunter Drohojowska-Philp laureou sua obra:
| “ | Se já houve um arquiteto que mereceu exposição em um museu de arte, foi John Lautner. Com suas curvas espaciais e ritmo de repetição de formas, seus edifícios permanecem como esculturas funcionais. São entidades únicas ao contrario daqueles de qualquer outro arquiteto. | ” |

Em 1990 "the Spirit in Architecture" da diretora Bette Jane Cohen foi produzido pela Aluminum Films e apresentava entrevistas com Lautner.
Em 2009 a Googie Company lançou o documentário Infinite Space: The Architecture of John Lautner, dirigido por Murray Grigor. Apresenta ampla cobertura, com imagens recentes e de arquivo, das principais obras de Lautner (cuja maioria não está aberta ao público), trechos de suas gravações de história oral de 1986, entrevistas com sua família, colegas e clientes, com o arquivista de Lautner Frank Escher e seu antigo fã e premiado arquiteto Frank Gehry, bem como uma reunião na Chemosphere de três dos principais sobreviventes envolvidos em sua construção — O assistente de Lautner, Guy Zebert, o proprietário original Leonard Malin, e o empreiteiro John de la Vaux (então com 95 anos de idade).
O legado de Lautner é hoje curado e conservado, sem fins lucrativos, pela Fundação John Lautner. Em 2007 a fundação doou seus arquivos de desenhos, modelos fotografias e outros materiais pertencentes a John Lautner ao departamento de coleções especiais do Getty Research Institute.

## Honrarias
- Membro do American Institute of Architects, 1970
- Architectural Record Award for Excellence, 1971
- Distinguished Alumni Award, Northern Michigan University, 1975
- Architectural Record Award for Excellence, 1977
- Cody Award, 1980
- Los Angeles chapter, American Institute of Architects, Homem do Ano, 1980
- Olympic Architect, 1984

## Projetos mais importantes
| 1939 - John Lautner Residence, 2007 Micheltorena Street, Los Angeles, California 1940 - Norman Springer Cottage, Echo Park, Los Angeles, Califórnia - Bell Residence, 7714 Woodrow Wilson Drive, West Hollywood 1945 - Escritórios Darrow, Beverly Hills, Califórnia — com Douglas Honnold (o interior foi alterado depois) - Edgar and Allison Mauer House, 932 Rome Drive, Los Angeles, California (Los Angeles Cultural Monument No. 481) - Hancock Residence, Silver Lake, Califórnia — com Douglas Honnold 1946 - Coffee Dan's (Wilshire, Vine St, Broadway e Hollywood) — com Douglas Honnold (demolido) - Arthur Eisele Guest House, Los Angeles, Califórnia 1947 - Foster Carling House, 7144 Hockey Trail, Los Angeles, Califórnia - Desert Hot Springs Motel, Hotel Lautner, Desert Hot Springs, California, 33° 56,31′ N, 116° 28,83′ O - Henry's Restaurant, Glendale, California (demolido em 1980) - Florence Polin House, 3542 Multiview Drive, Hollywood, Califórnia - Jacobsen Residence, 3544 Multiview Drive, Hollywood, Califórnia - W. F. and Dorothy Gantvoort House, 3778 Hampstead Road, La Canada Flintridge, Califórnia - Tower Motors Lincoln Mercury Showroom (demolido) 1948 - Sheats Apartments ("L'Horizon"), Westwood, California (Los Angeles Cultural Monument No. 367) - Escritórios Valley Escrow, Sherman Oaks, Califórnia (demolido) 1949 - UPA Studios, Burbank, California - Grant Dahlstrom House, 780 Laguna Road, Pasadena, Califórnia - Schaffer Residence, 527 Whiting Woods Road, Glendale, Califórnia - Googie's Coffee House 1950 - Leo M. and Lena Harvey Residence, conhecida como Harvey Aluminum House, 2180 West Live Oak Drive, Los Feliz, Los Angeles, Califórnia. Comprada em 1998 pela atriz Kelly Lynch e seu companheiro Mitch Glazer, na época a casa estava consideravelmente degradada e foi vendida como sucata. Lynch e Glazer submentera a casa a um restauração fiel em colaboração com Helena Arahuete. - Louise Foster House, Sherman Oaks, California - Shusett House, Beverly Hills, California (demolida em 2010) - Lawrence E. Deutsch Residence, Los Angeles, Califórnia 1951 - George and Grace F. Alexander House, 5281 East El Roble Street, Long Beach, Califórnia - Reforma da Baxter-Hodiak Residence, 8650 Pine Tree Place, Los Angeles, Califórnia - Bick Residence, Brentwood, Califórnia (demolida em 1990) 1952 - Nouard Gootgeld Residence, 1167 Summit Drive, Beverly Hills (alterada de maneira a ficar irreconhecível) - Howe Residence, Los Angeles, Califórnia - Reforma da Fern Carr Residence , Los Angeles, Califórnia (depois grandemente alterada) - Harry A. Williams Residence, 3329 Ledgewood Drive, Los Angeles, Califórnia 1953 - Ted Bergren Residence, 7316 Caverna Drive, Los Angeles, Califórnia (incendiou-se nos anos 1950, reconstruída e ampliada por Lautner) - Henry's Restaurant, Pasadena, Califórnia (demolida em 1979) - Tyler Residence, 3612 Woodhill Canyon Road, Studio City, Califórnia - Howe Residence, Los Angeles, Califórnia 1954 - Beachwood Market, Los Angeles (alterada) - Coneco Corporation House, Sherman Oaks, Califórnia - Fischer House, Los Angeles 1955 - Baldwin House, Los Angeles 1956 - Reiner-Burchill Residence, também chamada "Silvertop", 2138 Micheltorena Street, Los Angeles - Speer Contractors Office Building, Los Angeles - Kaynar Factory, Pico Rivera, California - Willis Harpel Residence 1, 7764 West Torreyson Drive, Los Angeles (restaurada em 2006) - Stanley Johnson Residence, Laguna Beach, Califórnia | 1957 - Paul Zahn Residence, 2880 Hollyridge Drive, Los Angeles - Henry's Restaurant, Pomona, California (demolido em 1987) - Carl and Agnes Pearlman Cabin, 52820 Middle Ridge Drive, Idyllwild, California - Ernest S. and Mildred Lautner House (também conhecida como Round House), 539 El Cerrito Place, Pensacola, Florida 1958 - George Hatherall House, 10160 Maude Avenue, Shadow Hills, California (grandemente arterada) - Russ Garcia House "Rainbow", 7436 Mulholland Drive, West Hollywood, Califórnia - Iwerks House, Sherman Oaks, Califórnia (reformada por Tracy Stone) - Leonard J. Malin Residence, aka "Chemosphere", 776 Torreyson Drive, West Hollywood, Califórnia (LA Historic-Cultural Monument No. 785) 1960 - Concannon Residence, Angelo View Drive, Beverly Hills, Califórnia (demolida em 2002) - Midtown School, Los Angeles (Los Angeles Historic Cultural Monument 553) 1961 - Ann and Peter Tolstoy House, Hillside Road, Rancho Cucamonga, Califórnia - Marco Wolff Residence, 8530 Hedges Place, West Hollywood, Califórnia 1962 - Paul and Helen Sheats House, combém conhecida como Sheats Goldstein Residence, 10104 Angelo View Drive, Beverly Hills, Califórnia(remoformada e ampliada em 1989) 1965 - Wayne Zimmerman Residence, Studio City, Califórnia 1966 - Willis Harpel House #2, Stanford Drive, Anchorage, Alaska - Marina View Heights Headquarters Building, San Juan Capistrano, California 1968 - Dan Stevens Residence, 23524 Malibu Colony Road, Malibu, California - Arthur Elrod House, 2175 Southridge Drive, Palm Springs, California - Reforma Marco Wolff Mountain Cabin, também chamada "Windsong", 48700 Twin Pines Road, Banning, California 1969 - Douglas and Octavia Walstrom House, 10500 Selkirk Lane, Los Angeles, Califórnia 1970 - Garwood Residence, Malibu, Califórnia 1971 - Gary and Elizabeth Familian House, 1011 Cove Way, Beverly Hills, Califórnia 1972 - Stephen (Steve) R. and Audrey Bosustow Cabin, Lake Almanor, Chester, Califórnia 1973 - Bob and Dolores Hope Residence, Southridge Drive, Palm Springs, California - Johanna and William Jordan House, 1617 Emerald Bay, Laguna Beach, California - Jeronimo Arango House, também chamada Marbrisa, Acapulco, Mexico 16° 49,36′ N, 99° 51,41′ O 1975 - Beyer Residence, Malibu, Califórnia 1978 - Robert and Marjorie Rawlins Residence, 804 South Bayfront, Newport Beach, Califórnia 1979 - AbilityFirst, antes conhecida como Crippled Children's Society emRancho de Valle Rehabilitation Center grounds, 6530 Winnetka Avenue, Woodland Hills, California - Joann and Gilbert (Gil) Segel Residence, 22426 Pacific Coast Highway, Malibu, California 1981 - Schwimmer House, Beverly Hills 1982 - Allan Turner and Jude Risk-Turner Residence, 51 Heather Lane, Aspen, Colorado - Alden Schwimmer Residence, 1435 Bella Drive, Beverly Hills, Califórnia 1983 - Krause House, 24444 Pacific Coast Highway, Malibu, Califórnia - Shirlin and Stanley Beyer Residence, 6515 Point Lechuza, Malibu, Califórnia (contratada em 1975) 1990 - Levy Residence (também conhecido como "the Concrete Castle", "the Pacific Coast house", "the Concrete Contemporary"), 32402 Pacific Coast Highway, Malibu, Califórnia 1992 - Shearing House, 15 Green Turtle Road, Coronado Cays, Coronado, Califórnia |